# Долженко, Артем Александрович
Артем Александрович Долженко (12 ноября 1991 года, Ставрополь, СССР) — российский футболист, полузащитник.

## Карьера
Начинал свою команду в родном Ставрополе. В 2010 году выступал за молодёжную команду «Кубани». Несколько лет провел в командах второго дивизиона. В 2014 году Долженко перешел в клуб литовской А-лиги «Банга». Дебютировал в элите местного футбола хавбек 9 марта в игре против «Судувы», которая закончилась гостевой победой «Банги» со счетом 1:0. Летом того же года Долженко вернулся в Россию. Завершал свою карьеру полузащитник в любительских командах.